# Kernenergie in Taiwan
Der Artikel Kernenergie in Taiwan befasst sich mit der Energieversorgung Taiwans bzw. der Republik China aus Kernkraftwerken. Taiwan betrieb von 1977 bis 2025 insgesamt sechs Leistungsreaktoren in drei Kernkraftwerken. Die erzeugte Leistung wurde in den 1980er, 90er und 2000er Jahren stetig gesteigert, und erreichte im Jahr 2014 ihren Maximalwert von 42 TWh pro Jahr. Die im Jahr 2016 ins Amt gewählte Präsidentin Tsai Ing-wen und die Regierung der Demokratischen Fortschrittspartei (DPP) beschlossen den Atomausstieg bis zum Jahr 2025. Daraufhin wurden zwei Kraftwerke mit jeweils zwei Blöcken zwischen 2018 und 2023 abgeschaltet, ein viertes Kraftwerk war aufgrund von politischen und gesellschaftlichen Widerständen nie in Betrieb gegangen. Der Anteil der Kernenergie an der Stromerzeugung Taiwans ging von 52 % im Jahr 1985 auf noch ca. 10 % im Jahr 2021 zurück, wo stattdessen 5 % erneuerbar und 85 % fossil erzeugt wurden. 2023 waren nur noch die beiden Blöcke von Ma-anshan in Betrieb. Mit der Abschaltung des letzten Reaktors am 17. Mai 2025 endete die kommerzielle Nutzung der Kernenergie im Land vorerst. Im August wird ein Referendum abgehalten, in dem über den Weiterbetrieb von Ma-anshaan abgestimmt wird.

## Anfänge der Kernenergie in Taiwan
Im Jahr 1955 schloss die Republik China mit den Vereinigten Staaten ein bilaterales Abkommen zur friedlichen Nutzung der Kernenergie. Die Regierung unter Chiang Kai-shek rief den Atomenergierat (AEC, Atomic Energy Council) ins Leben, der als Beratungs- und Koordinationsorgan der Regierung dienen sollte. Es entstanden Pläne für einen Forschungsreaktor an der Tsing-Hua-Nationaluniversität (NTHU). Die Konstruktion des Tsing-Hua-Schwimmbadreaktors (THOR) begann im Dezember 1959 und am 19. April 1961 wurde der Reaktor kritisch. In der Folgezeit wurden an der NTHU Graduierten- und Postgraduiertenprogramme für die Ausbildung von Nuklearingenieuren etabliert.
Ab den 1960er Jahren setzte in Taiwan ein rapides und lange anhaltendes Wirtschaftswachstum ein. Damit einher ging auch ein sich ständig erhöhender Bedarf nach elektrischer Energie. Ein kleiner Teil der Energie konnte über Wasserkraftwerke gedeckt werden. Der größte Teil des Energiebedarfs (über 95 %) wurde zunächst durch Import fossiler Brennstoffe gedeckt, da Taiwan selbst über kaum nennenswerte Vorkommen an Kohle, Erdöl und Erdgas verfügte. Um die Abhängigkeit von fossilen Brennstoffen zu vermindern, förderte die Regierung die Entwicklung der zivilen Nutzung der Kernenergie. Die Planungen für die zivile Nutzung der Kernenergie wurden ganz in die Hände der staatlichen Taiwan Power Company („Taipower“) gelegt. Seit Anfang der 1960er Jahre entwickelte Taipower mit Unterstützung der Internationalen Atomenergie-Agentur (IAEA) und mit Hilfe von Experten aus den USA detaillierte Pläne für vier zu erbauende Kernkraftwerke in Taiwan. Um das für den Bau und Betrieb dieser Anlagen nötige know-how zu erlangen, sandte das Unternehmen in den Jahren 1968 bis 1981 insgesamt 583 Ingenieure und andere Spezialisten an Universitäten, Forschungseinrichtungen und zu Zulieferern von Kernenergieanlagen ins Ausland, wo sie die notwendigen Kenntnisse zum Bau und Betrieb von Kernenergieanlagen erwerben sollten. Die Abteilung für Nuklear-Ingenieurwissenschaften der Tsing-Hua-Nationaluniversität spielte eine Schlüsselrolle bei der Transferierung der gewonnenen Erkenntnisse nach Taiwan und der Etablierung eines eigenen Ausbildungsprogramms.
Im November 1970 wurde mit der Konstruktion des ersten Kernreaktors begonnen. Im Jahr 1978 ging dieser erste kommerzielle Kernreaktor in Chin Shan an der Nordspitze der Insel Taiwan in Betrieb. In den Jahren 1981 und 1984 folgten die Reaktoren Kuosheng und Maanshan, mit deren Bau im September 1974 und Januar 1978 begonnen worden war. Im Jahr 1985 deckte Taiwan 52 % seines Strombedarfes über Kernenergie. In den folgenden Jahren war der Anteil der Kernenergie jedoch rückläufig und fiel bis zum Jahr 2002 auf einen Anteil von etwa 20 %.

## Abgeschaltete und aufgegebene Kernkraftwerke
Alle Kernkraftwerke Taiwans wurden durch Taipower geplant, gebaut und betrieben. In öffentlichen Diskussionen werden die Kraftwerke auch als erstes, zweites, drittes und viertes Kernkraftwerk bezeichnet, entsprechend dem Zeitpunkt ihrer tatsächlichen oder geplanten Inbetriebnahme. Der Jahresnutzungsgrad der drei ersten Kraftwerke war in den letzten Jahren vor 2015 vergleichsweise hoch und lag beispielsweise im Jahr 2013 bei 91,77 %, womit Taiwan weltweit auf Platz 3 unter allen 30 Staaten mit Kernkraftwerken lag. Der Jahresnutzungsgrad der Kraftwerke ist seit den 1980er Jahren, als er noch bei etwa 70 % lag, deutlich gestiegen. Auch die Zahl der Reaktorschnellabschaltungen reduzierte sich von einem Spitzenwert von 30 im Jahr 1984 auf nur eine im Jahr 2004 und zwei bis drei in den Jahren 2009 und 2010, worin sich nach Ansicht von Experten eine zunehmende Sicherheit und Professionalität im Umgang mit der Kernreaktortechnologie widerspiegle.
| Name      | Block | Reaktor- typ | Modell | Status      | Leistung [MWe] | Leistung [MWe] | Therm. Leistung [MWt] | Bau- beginn | Erste Kritikalität | Erste Netz- synchro- nisation | Kommer- zieller Betrieb (geplant) | Abschal- tung (geplant) | Ein- spei- sung [TWh] |
| Name      | Block | Reaktor- typ | Modell | Status      | Netto          | Brutto         | Therm. Leistung [MWt] | Bau- beginn | Erste Kritikalität | Erste Netz- synchro- nisation | Kommer- zieller Betrieb (geplant) | Abschal- tung (geplant) | Ein- spei- sung [TWh] |
| --------- | ----- | ------------ | ------ | ----------- | -------------- | -------------- | --------------------- | ----------- | ------------------ | ----------------------------- | --------------------------------- | ----------------------- | --------------------- |
| Chin Shan | 1     | BWR          | BWR-4  | Stillgelegt | 604            | 636            | 1840                  | 02.06.1972  | 16.10.1977         | 16.11.1977                    | 10.12.1978                        | 06.12.2018              | 155,05                |
| Chin Shan | 2     | BWR          | BWR-4  | Stillgelegt | 604            | 636            | 1840                  | 07.12.1973  | 09.11.1978         | 19.12.1978                    | 15.07.1979                        | 16.07.2019              | 167,36                |
| Kuosheng  | 1     | BWR          | BWR-6  | Stillgelegt | 985 (948)      | 985            | 2894                  | 19.11.1975  | 01.02.1981         | 21.05.1981                    | 28.12.1981                        | 28.12.2021              | 270,95                |
| Kuosheng  | 2     | BWR          | BWR-6  | Stillgelegt | 985            | 985            | 2894                  | 15.03.1976  | 26.03.1982         | 29.06.1982                    | 16.03.1983                        | 15.03.2023              | 266,07                |
| Lungmen   | 1     | BWR          | ABWR   | Eingestellt | 1300           | 1350           | –                     | 31.03.1999  | –                  | –                             | –                                 | –                       | –                     |
| Lungmen   | 2     | BWR          | ABWR   | Eingestellt | 1300           | 1350           | –                     | 30.08.1999  | –                  | –                             | –                                 | –                       | –                     |
| Ma-anshan | 1     | PWR          | WH 3LP | Stillgelegt | 936            | 951            | 2822                  | 21.08.1978  | 30.03.1984         | 09.05.1984                    | 27.07.1984                        | 28.07.2024              | 262,21                |
| Ma-anshan | 2     | PWR          | WH 3LP | Stillgelegt | 938            | 951            | 2822                  | 21.02.1979  | 01.02.1985         | 25.02.1985                    | 18.05.1985                        | 17.05.2025              | 263,90                |

1. 1 2  BWR-4 (Mark 1)
2. 1 2  Die Daten stammen aus der de.wp, nicht von der IAEA.
3. ↑  Die Inbetriebnahme des Blocks wurde 2014 eingestellt und der Block ging nicht in Betrieb.
4. ↑  Der Bau des Blocks wurde 2014 eingestellt und der Block ging nicht in Betrieb.
5. 1 2  WH 3LP (WE 312)

## Entwicklung seit den 1980er Jahren

### Auswirkungen der Tschernobyl-Katastrophe und Reaktorstörfälle in Taiwan

Energieerzeugung in Taiwan nach Sektoren in den Jahren 2001–2017. Der relative Anteil der Kernenergie betrug zwischen 19,9 und 12,0 Prozent und war fast kontinuierlich abnehmend.

Nachdem bereits drei Kernkraftwerke in Betrieb gegangen waren, begann Taipower ab den 1980er Jahren mit den Planungen zum Bau eines vierten Kernkraftwerkes. Als Standort wurde der östliche Bezirk Gongliao von Neu-Taipeh (damals noch Landkreis Taipeh) ausgewählt. Bis zum Jahr 1983 hatte Taipower das entsprechende Bauland erworben. Zu diesem Zeitpunkt war die Kernenergie kein großes Thema in Taiwan. Bei einer Umfrage im Jahr 1983 wussten 46,2 % der Befragten nichts von der Existenz eines Kernkraftwerks in Taiwan. Am 7. Juli 1985 brach in der Reaktoreinheit Maanshan 1 ein durch einen massiven Turbinenschaden verursachtes Feuer aus. Das Feuer konnte schnell unter Kontrolle gebracht werden, ohne dass größere Mengen Radioaktivität austraten. Am 26. April 1986 ereignete sich die Nuklearkatastrophe von Tschernobyl in Europa, die zur radioaktiven Kontamination einer weiten Umgebung führte. Beide Ereignisse führten jedoch dazu, dass eine breitere Öffentlichkeit in Taiwan für die Risiken der Nuklearenergie sensibilisiert wurde. Hatten in einer Umfrage im Jahr 1983 noch 29 Prozent der Befragten angegeben, dass Kernkraftwerke „gefährlich“ oder „sehr gefährlich“ seien, waren dies bei einer gleichartigen Umfrage im Jahr 1986 schon 63 Prozent. Umgekehrt hielten 1983 25 Prozent der Befragten Kernkraftwerke für „absolut notwendig“ für Taiwan und im Jahr 1986 waren es nur noch 8 Prozent. Infolge des Tschernobyl-Unfalls billigte das Parlament 1987 auch nicht die vorgesehenen Finanzmittel zum Bau des vierten Kernkraftwerkes. Dennoch zeigten Meinungsumfragen aus den Jahren 1997 bis 1994, dass die Zustimmung zur Kernenergie in der Bevölkerung insgesamt deutlich höher war als die Ablehnung derselben. Die Regierung und die staatliche Taipower starteten in diesen Jahren mehrfache umfangreiche Kampagnen, in denen mit Büchern, Plakaten, Flugblättern, Cartoons, Informationsmaterial etc. für die Zustimmung zur Kernenergie geworben wurde. Kritiker warfen Regierung und Energiewirtschaft vor, einen naiven Fortschrittsglauben zu propagieren und die Gefahren unrealistisch zu bagatellisieren.

### Problem des radioaktiven Abfalls

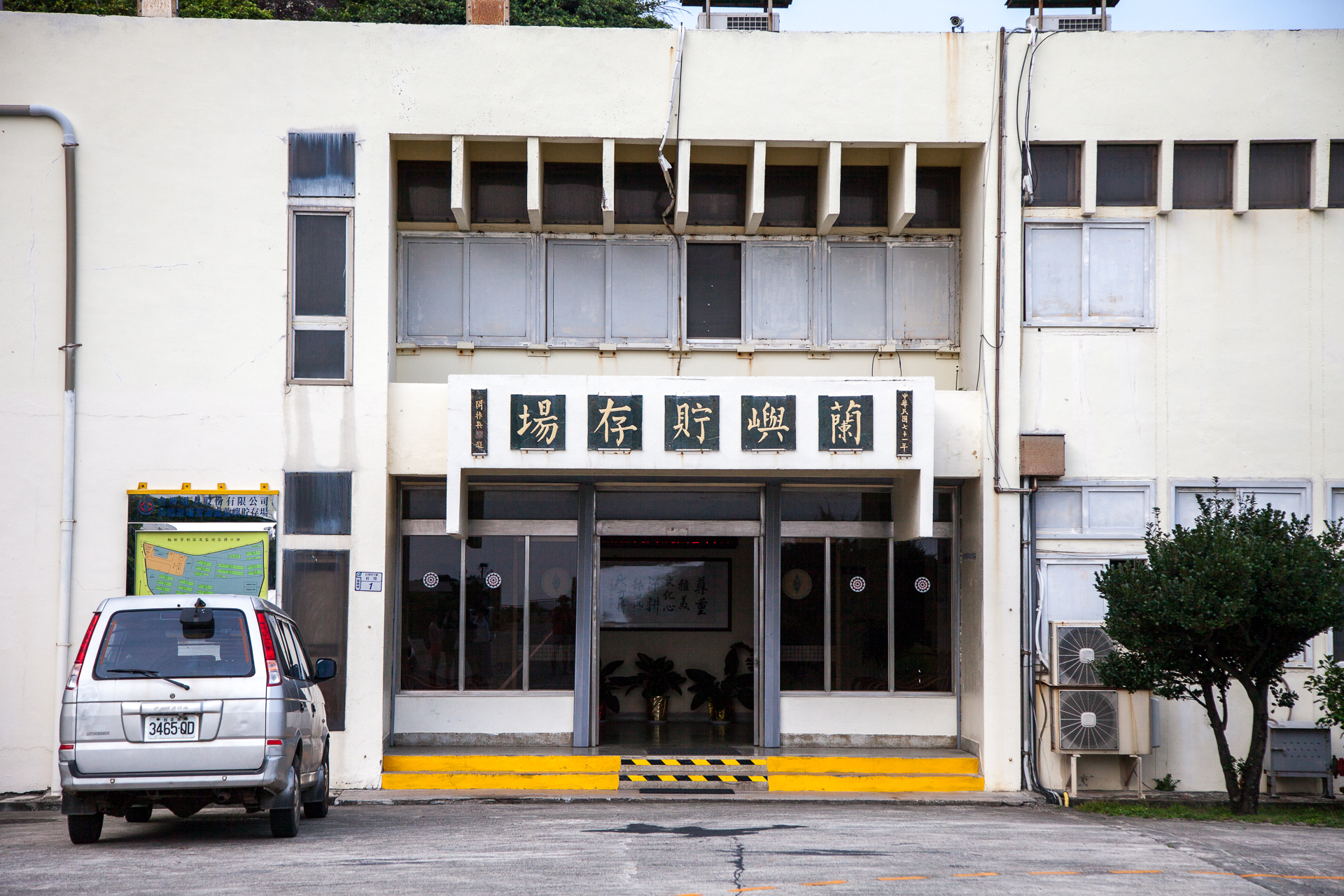
Eingang zur Zwischenlagerstätte auf der abgelegenen „Orchideeninsel“ Lan Yu (場存貯嶼蘭 = Lagerstätte Yu Lan)

Die niedrig-radioaktiven Abfälle aus den taiwanischen Kernreaktoren (und auch andere derartige Abfälle beispielsweise aus medizinischen Einrichtungen) wurden seit dem Jahr 1982 zu 90 Prozent auf der „Orchideeninsel“ Lan Yu vor der Ostküste Taiwans zwischengelagert. Die Insel ist von Angehörigen der Ethnie der Tau, einem der indigenen Völker oder Stämme Taiwans bewohnt. Ursprünglich waren die Tau gar nicht zu ihrer Haltung zur Deponierung befragt worden. Später leisteten Taipower und die taiwanische Regierung Kompensationszahlungen an die Inselbewohner. Nach Angaben von Taipower zahlte das Unternehmen im Jahr 2016 60.000 NT$ (2.000 US$) pro Jahr an jeden Inselbewohner und die Elektrizität auf der Insel war kostenlos. Einige Insulaner fanden sich unter diesen Umständen mit dem Endlager ab, andere fordern dagegen dessen Auflösung. Nach Ansicht des Atomenergierates gibt es keine Hinweise, dass die Gesundheit der Inselbewohner durch den radioaktiven Müll in irgendeiner Weise beeinträchtigt ist. Bei einem Besuch auf der Insel am 17. August 2016 sicherte Staatspräsidentin Tsai Ing-wen den Bewohnern zu, dass die Umstände, die dazu geführt hatten, dass Lan Yu als Atommülllager ausgewählt wurde, untersucht werden würden und dass staatliche Stellen mit den Inselbewohnern zusammenarbeiten würden, um eine Lösung des Problems zu finden.
Das Problem der Endlagerung radioaktiver Abfälle ist nach wie vor ungelöst. Gesetzlich ist mittlerweile vorgeschrieben, dass die örtliche Bevölkerung der Einrichtung eines Endlagers für schwach radioaktive Abfälle in einem Referendum zustimmen muss. Im Juli 2012 schlug das Wirtschaftsministerium zwei mögliche Standorte vor: das Dorf Ljupetje/Nantian (南田村) in der Gemeinde Daren im Landkreis Taitung und die Inselgruppe Wuqiu im Landkreis Kinmen. Seitdem finden Gespräche mit den lokalen Behörden statt, die bisher ohne abschließendes Ergebnis verliefen. Das vorgesehene Referendum hat bisher in keiner der beiden Gemeinden stattgefunden.
Derzeit werden ausgebrannte hoch-radioaktive Brennstäbe in entsprechenden Einrichtungen auf den Geländen der Kernkraftwerke gelagert. Im September 2014 lagerten in den drei Kernkraftwerken 16.852 Behälter (3471 Tonnen) hoch-radioaktiver Abfall. Da die Lagerkapazitäten vor Ort ausgeschöpft waren und kein zusätzlicher Lagerraum durch die Stadtverwaltung von Neu-Taipeh genehmigt worden war, musste Taipower am 30. November 2016 den Reaktorblock 1 von Kuosheng herunterfahren. Auch für Chin Shan wurde keine Lizenz zum Weiterbetrieb der Lagerstätte erteilt, so dass der Reaktorblock Chin Shan 2 am 6. März 2017 abgeschaltet werden musste (Chin Shan 1 war bereits seit dem 28. Dezember 2014 abgeschaltet).
Nach einem 2011 von der Regierung gebilligten Plan soll die Einlagerung in tiefen Felsformationen untersucht werden. Dazu wurden bereits an verschiedenen Orten Löcher in Granitgestein gebohrt. Im Landkreis Hualien und in Kinmen stießen diese Probebohrungen jedoch auf Widerstand der örtlichen Bevölkerung, so dass sie eingestellt werden mussten. Die weit in die Zukunft reichenden Planungen von Taipower ab dem Jahr 2005 sahen vor, dass entsprechende Probebohrungen bis zum Jahr 2017 abgeschlossen sein sollten. In den Jahren 2018 bis 2028 sollten verschiedene Standorte evaluiert werden, gefolgt von einer Testphase 2029 bis 2038. Der Bau des oder der eigentlichen Endlager sollte in den Jahren 2045 bis 2055 stattfinden.

### Skandal um radioaktiv kontaminierte Wohnungen
Die Bewohner Taiwans wurden zusätzlich durch Berichte verunsichert, nach denen viele Wohnungen und Häuser, die in den 1980er Jahren erbaut worden waren, eine ungewöhnlich hohe radioaktive Belastung aufwiesen. Als Ursache hierfür wurde die Verwendung von Cobalt-60-kontaminiertem Baustahl identifiziert, der vorschriftswidrig zum Teil aus recyceltem Stahlschrott von Kernkraftwerken hergestellt worden war. Als hierfür verantwortliche Stahlfirma wurde Hsin Jung Steel & Iron Corporation benannt. Betroffen waren nach späteren Erhebungen etwa 180 Häuser mit 1700 Wohnungen und etwa 10.000 Bewohnern. Dem Atomenergierat war das Problem der erhöhten Radioaktivität in einzelnen Gebäuden bereits seit 1985 bekannt, jedoch wurde die Angelegenheit zunächst nicht weiter untersucht und auch die Bewohner nicht darüber informiert. Erst als sich im Juli 1992 zeigte, dass auch eines der von Taipower selbst genutzten Gebäude in Taipeh mit 60Co kontaminiert war, wurde die Angelegenheit ernster genommen. Einer breiteren Öffentlichkeit wurde das Problem durch Zeitungsberichte, die erstmals im August 1992 erschienen, bekannt. Auf Veranlassung des Atomenergierats wurden umfangreiche Untersuchungen und Messungen vorgenommen. Ein Abriss der betroffenen Gebäude wurde nicht für notwendig erachtet, aber betroffenen Bewohnern wurden eine finanzielle Kompensation und kostenlose medizinische Untersuchungen angeboten.
Negative Auswirkungen auf die Gesundheit der Bewohner dieser Wohnungen konnten bisher nicht nachgewiesen werden. Eine Studie stellte unter den Bewohnern dieser Gebäude eine deutlich unterdurchschnittliche Krebsrate fest. Dies stellt nicht zuletzt die Gültigkeit des LNT-Modells in Frage.

### Anti-Atomkraftbewegung und der Streit um das vierte Kernkraftwerk

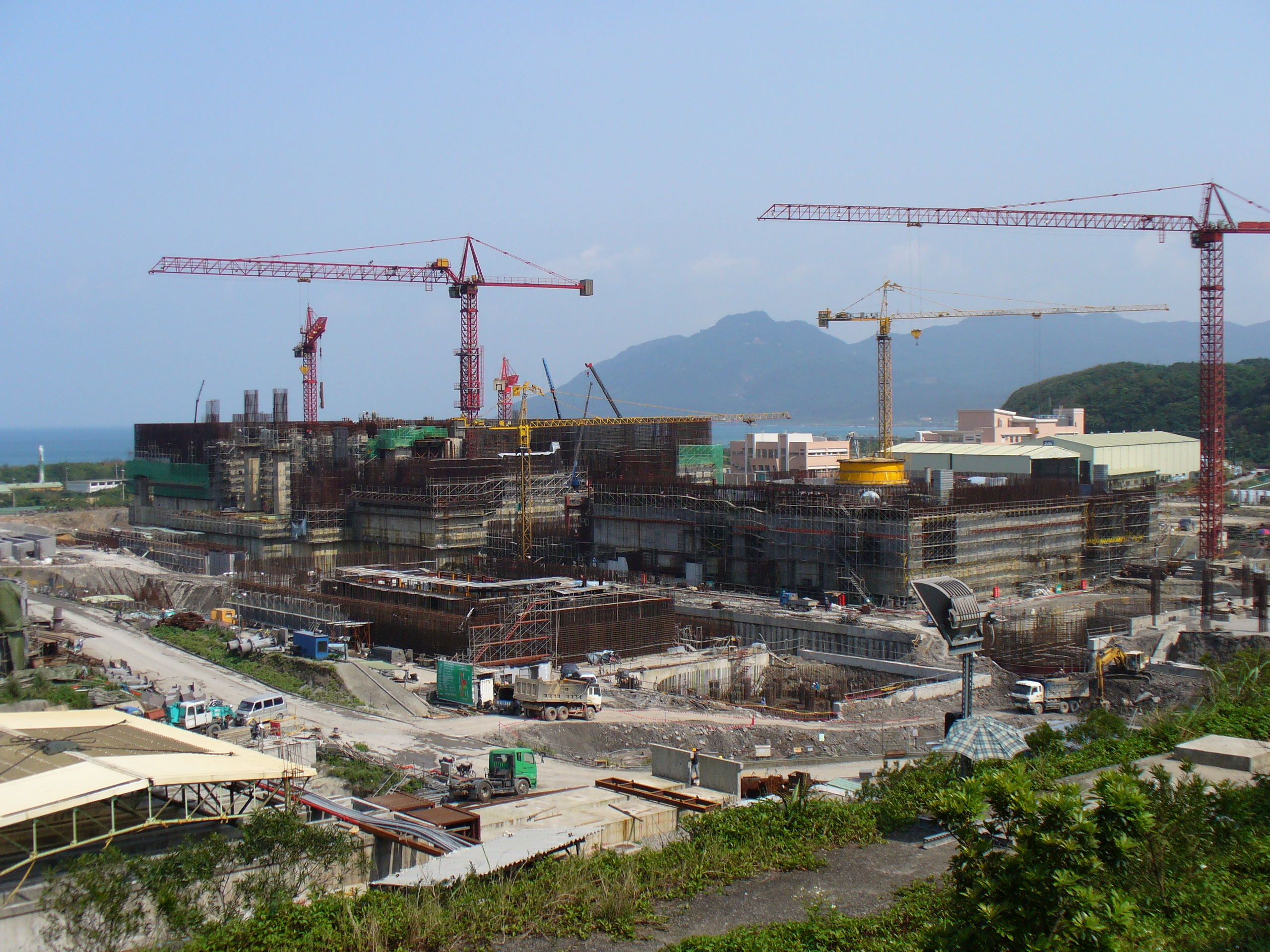
Baustelle des Kernkraftwerks Lungmen im Jahr 2006

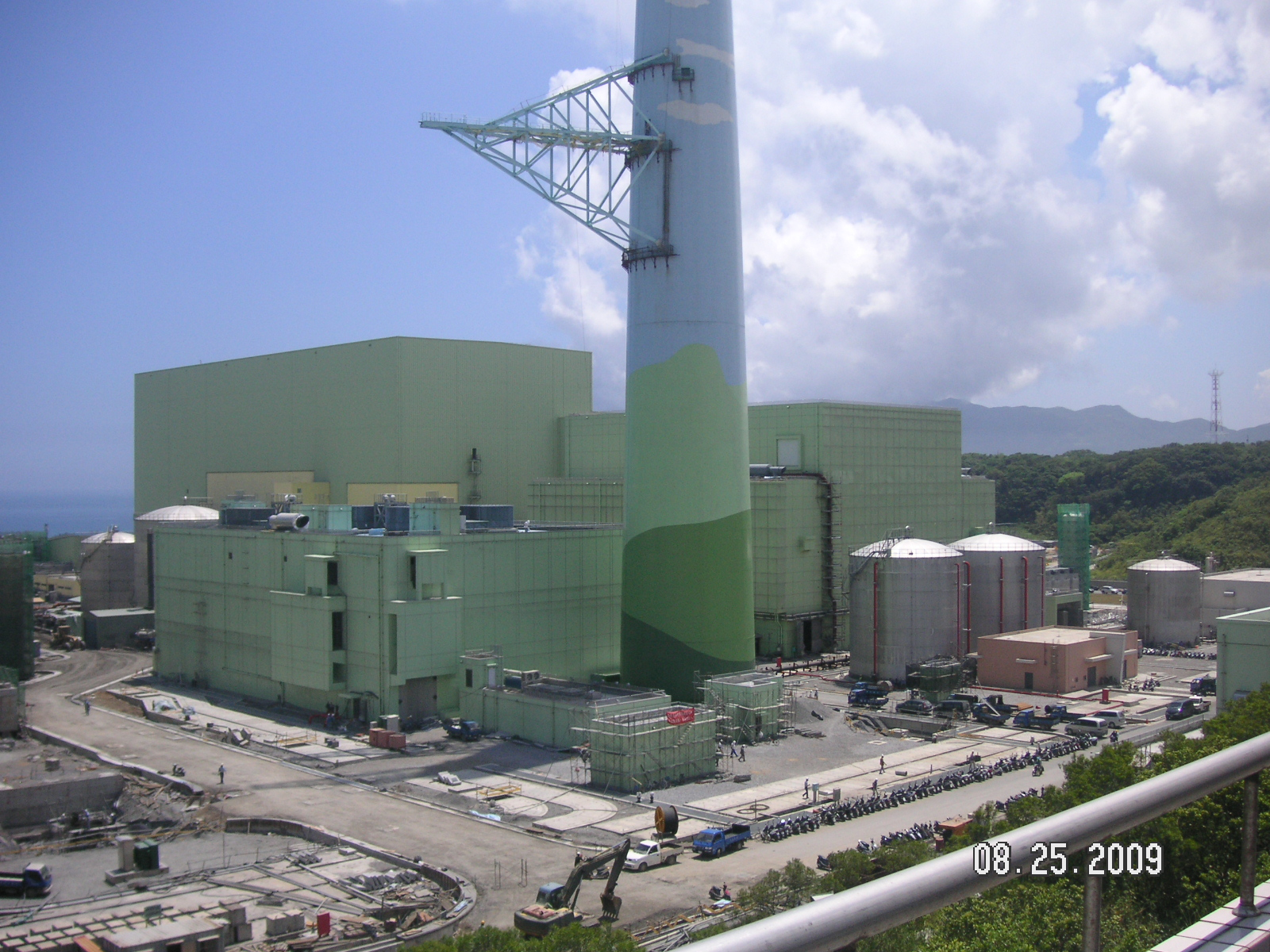
Lungmen im Jahr 2009

Die Anti-Atomkraft- und Umweltschutzbewegung verband sich in Taiwan – wie auch in anderen Ländern – sehr stark mit einer Bewegung gegen die etablierten Machteliten. In Taiwan war dies die herrschende Kuomintang. Das Sammelbecken der Oppositionskräfte wurde die 1986 gegründete oppositionelle Demokratische Fortschrittspartei (DPP), in der sich anfangs auch die Atomkraftgegner und -skeptiker sammelten. Nach dem Übergang zu demokratischen Verhältnissen und der ersten freien demokratischen Wahl zum Legislativ-Yuan 1992 zeigten sich Umweltschützer zunehmend enttäuscht vom taktierenden Verhalten der DPP und warfen dieser Prinzipienlosigkeit in der Atomenergiefrage vor. Vor diesem Hintergrund wurde 1996 die Grüne Partei Taiwans gegründet, die zunächst allerdings keine größere Wählerstimmenzahlen auf sich vereinen konnte.
Im Jahr 1999 wurde nach langen vorangegangenen Diskussionen, noch unter einer Kuomintang-Administration mit dem Bau des vierten Kernkraftwerkes in Lungmen begonnen. Der anvisierte Zeitpunkt der Inbetriebnahme war das Jahr 2004. Nachdem der DPP-Kandidat Chen Shui-bian für viele überraschend die Präsidentenwahl im Jahr 2000 gewonnen hatte, verkündete er am 28. Oktober 2000 einen Baustopp für Lungmen. Er begründete dies damit, dass das Kraftwerk unnötig sei und inakzeptable Umwelt- und Sicherheitsrisiken mit sich bringe. Den involvierten ausländischen Investoren wurden Entschädigungen zugesichert. Nach einigen juristischen Auseinandersetzungen gab die Regierung von Premierminister Chang Chun-hsiung die Wiederaufnahme der Arbeiten ab dem 14. Februar 2001 bekannt. Durch den vorübergehenden Baustopp kam es zu erheblichen Verzögerungen des ursprünglichen Bauplans und Taipower revidierte den Zeitpunkt der geplanten Fertigstellung auf den 15. Juli 2006. In der Folgezeit führten Probleme mit den Zulieferern, juristische Auseinandersetzungen, öffentliche Proteste, sowie demotivierte Taipower-Mitarbeiter, die nicht mehr an die Fertigstellung des Projektes glaubten, dazu, dass sich die Kraftwerksanlage zu einer Art taiwanischer Variante des Berliner Flughafens BER entwickelte. Mehrere anvisierte Fertigstellungstermine (der erwähnte 15. Juli 2006, Oktober 2008, 15. Juli 2009, 15. Dezember 2010) konnten nicht eingehalten werden und der ursprünglich projektierte Kostenrahmen wurde erheblich überschritten. Im Jahr 2015 hatten sich die Gesamtkosten auf über 9 Milliarden US$ mehr als verdoppelt, ohne dass die Anlage eine einzige Kilowattstunde Energie produziert hätte.

### Auswirkungen der Katastrophe von Fukushima

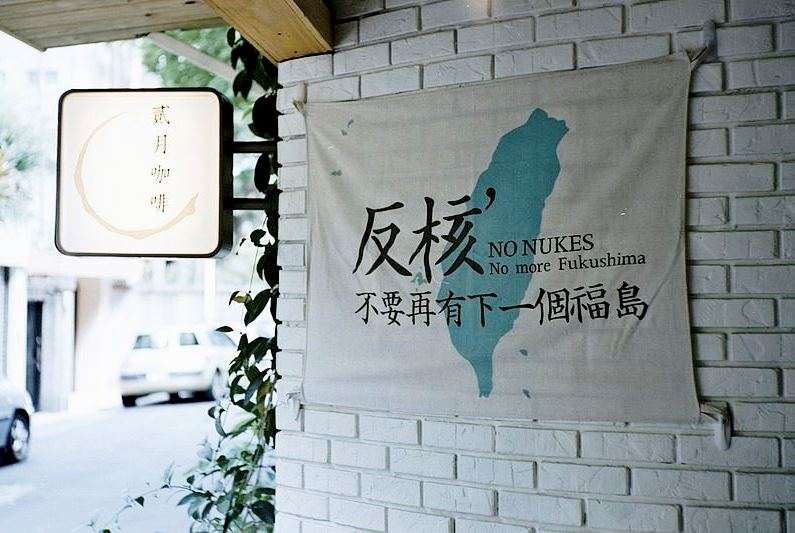
Anti-Atomkraft-Plakat mit der Aufschrift 反核 不要再有下一個福島 („Keine Kernkraft, kein weiteres Fukushima“)

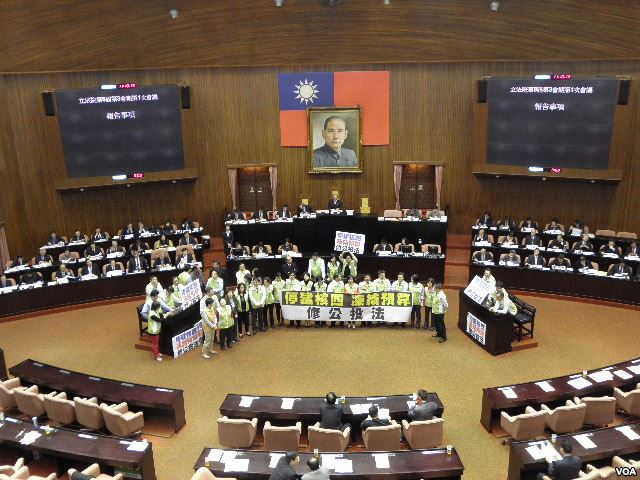
Demonstration von DPP-Abgeordneten gegen das Kernkraftwerk Lungmen im Legislativ-Yuan am 27. Februar 2013

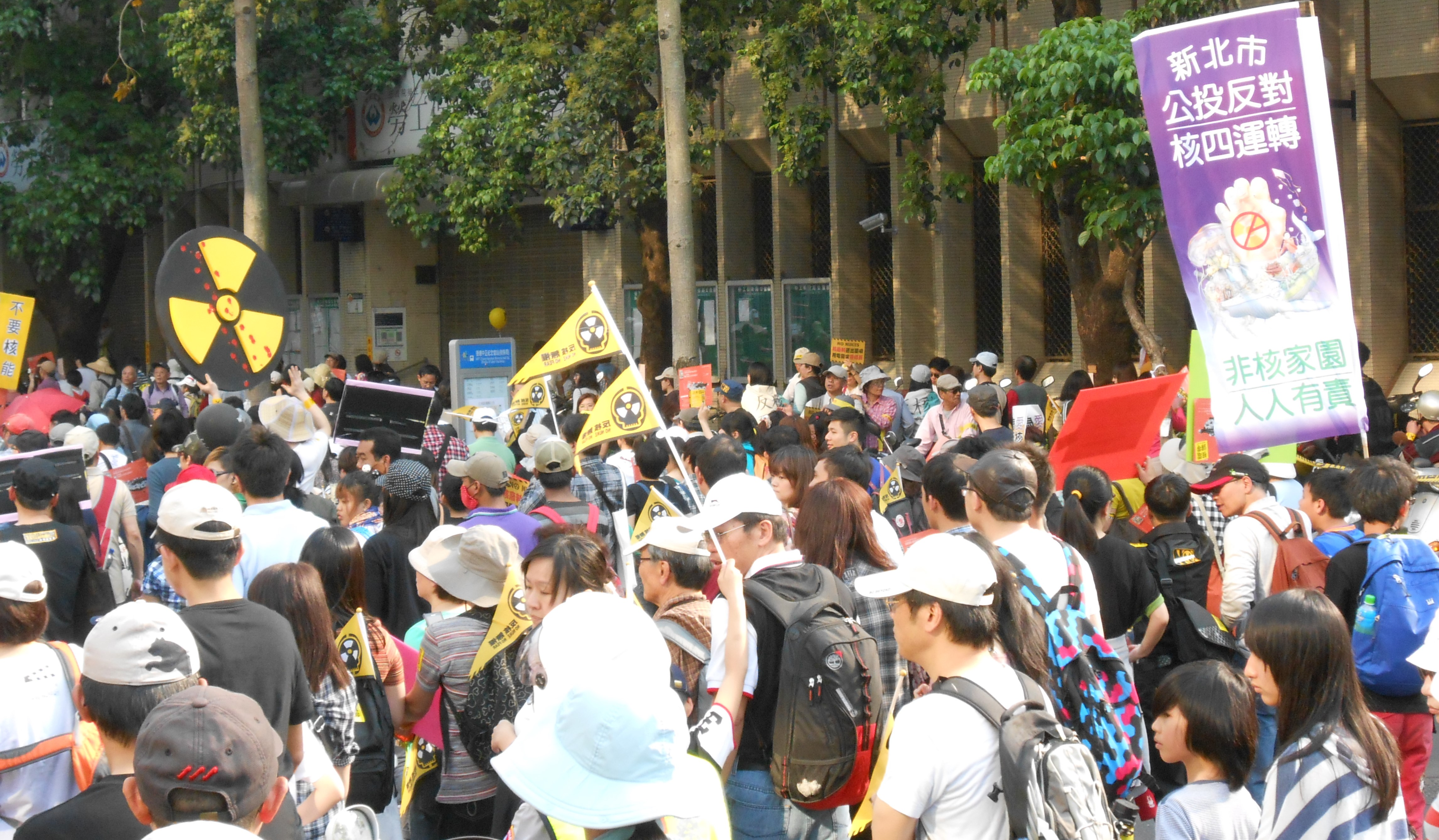
Demonstration gegen ein viertes Kernkraftwerk in Taiwan am 30. September 2013

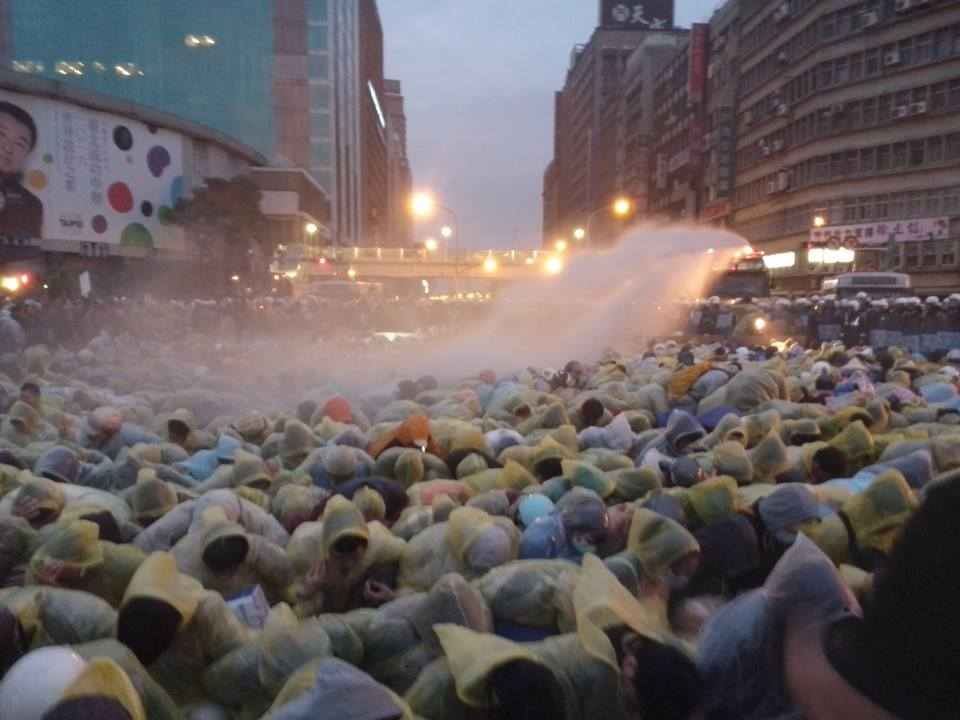
Einsatz von Wasserwerfern gegen Anti-Atomkraft-Demonstranten in Taipeh am 28. April 2014

Die Nuklearkatastrophe von Fukushima am 11. März 2011 hatte gravierende Auswirkungen auf die Debatte um die Kernenergie in Taiwan. Während sich der Nuklearunfall von Tschernobyl im fernen Europa und zudem im technologisch rückständigen sowjetischen Ostblock ereignet hatte, war im Falle Fukushimas mit Japan ein direkter asiatischer Nachbarstaat Taiwans betroffen, von dem man bisher angenommen hatte, dass er über technologisch höchste Sicherheitsstandards verfügte. Wie im Falle Fukushimas liegen sämtliche Kernkraftwerke Taiwans direkt in Küstennähe, wären also potentiell durch Tsunamis bedroht. Zudem ist Taiwan, genauso wie Japan, ein ausgesprochenes Erdbebengebiet.
Selbst innerhalb der bisher auf striktem Atomkraft-Kurs befindlichen Kuomintang setzte zum Teil ein Umdenken ein. Bei der Präsidentenwahl des Jahres 2012 wurde auch die Atomenergiefrage zu einem Thema. Die DPP-Spitzenkandidatin Tsai Ing-wen sprach sich im Namen ihrer Partei für eine Einstellung des Weiterbaus des vierten Kernkraftwerkes und einen sukzessiven Ausstieg aus der Atomenergie aus. Ihr Gegenkandidat und Amtsinhaber Ma Ying-jeou vertrat dagegen weiter den herkömmlichen Kurs der Kuomintang, nach dem die Atomkraft zumindest für die absehbare Zeit für Taiwan unverzichtbar sei. Es kam zu regelmäßigen Massendemonstrationen vor allem in den großen Städten Taiwans, die die bis 2016 amtierende Kuomintang-Regierung unter Druck setzten. Massendemonstrationen am 9. März 2013 mit landesweit mehr als 200.000 Teilnehmern führten dazu, dass die Regierung eine erneute Sicherheitsinspektion von Lungmen versprach, die ab März 2013 erfolgte. Im April 2014 gab die Regierung bekannt, dass Reaktor 1 aus der Kernenergieanlage Lungmen zunächst eingemottet werden und nicht in Betrieb gehen würde, sobald die letzten Sicherheitstests abgeschlossen seien (dies war im Juli 2014 der Fall). Der Weiterbau des zweiten Reaktors in Lungmen wurde vorerst ganz gestoppt.
Am 28. Dezember 2014 wurde der Reaktorblock 1 von Chin Shan aufgrund eines Zwischenfalls heruntergefahren. Dieser war vergleichsweise geringfügig und der Atomenergierat empfahl das Wiederanfahren des Reaktors. Die Regierung untersagte jedoch die Wiederinbetriebnahme. Nach Ansicht von Atomkraftgegnern stellte das 38 Jahre alte Kernkraftwerk ein Sicherheitsrisiko dar.
Nachdem die atomkraft-kritische DPP bei der Wahl zum Legislativ-Yuan 2016 die absolute Mehrheit erzielt hatte und auch bei Präsidentenwahl 2016 die DPP-Kandidatin Tsai Ing-wen erfolgreich war, schlug die neue Regierung einen Anti-Atomkraft-Kurs ein. Nachdem der Reaktorblock 2 von Kuosheng am 30. Mai 2016 aufgrund eines kleineren Zwischenfalls heruntergefahren werden musste, gestattete die Regierung keine neue Inbetriebnahme. Der Reaktorblock 1 von Kuosheng musste am 30. November 2016 ebenfalls seinen Betrieb einstellen, nachdem die von der DPP dominierte Stadtverwaltung von Neu-Taipeh keine Genehmigung für zusätzliche Lagerkapazitäten für ausgebrannte Brennstäbe erteilt hatte. Seit November 2016 ist somit nur noch Maanshan als einziges Kernkraftwerk in Taiwan am Netz.

### Planungen zum Atomausstieg, Energieengpässe
Am 20. Oktober 2016 verabschiedete das taiwanische Kabinett, der Exekutiv-Yuan, einen Plan, nach dem Taiwan bis zum Jahr 2025 vollständig aus der Kernenergierzeugung aussteigen solle.
Der Plan sah eine nahezu Verdoppelung der Kapazität für die Solarstromproduktion von 800 MW im Jahr 2015 auf 1,4 GW im Jahr 2017 vor. Bis 2025 sollten 20 GW Solarstrom und weitere 3 GW durch Windenergie in Offshore-Windparks erzeugt werden. Damit sollten nicht nur die knapp 5 GW Atomstrom (im Jahr 2016) ersetzt werden, sondern auch der Verbrauch von fossilen Energieträgern drastisch reduziert werden. Das bisherige Monopolunternehmen Taipower sollte bis 2025 in ein Unternehmen für das Stromnetz und ein Unternehmen für die Stromproduktion aufgeteilt werden. Private Energieerzeuger sollten hinzukommen und der Aufbau lokaler Versorgungsnetze sollte gefördert werden.
Aufgrund des vorzeitigen Abschaltens mehrerer Kernreaktoren fielen die Reservekapazitäten von Taipower, die für Spitzenlasten oder unerwartete Ausfälle vorgehalten werden, auf ein sehr niedriges Niveau. Am 1. August 2017 führte ein durch den Taifun Nesat und den tropischen Sturm Haitang umgeknickter großer zentraler Freileitungsmast im Landkreis Yilan dazu, dass die Reservekapazität unter die für kritisch gehaltene Grenze von 900 MW rutschte. Premierminister Lin Chuan (林全) appellierte am Folgetag an die Öffentlichkeit und die Industrie, den Stromverbrauch in den folgenden 2 Wochen einzuschränken, bis der Mast wieder repariert sei. Alle Klimaanlagen in Regierungsgebäuden mussten täglich um die Mittagszeit zwei Stunden abgeschaltet bleiben. Am 15. August 2017 kam es in weiten Teilen der ganzen Insel Taiwan für etwa 3 Stunden zu einem Ausfall der Stromversorgung, von dem 6,7 Millionen Haushalte betroffen waren. Ursache war ein Bedienungsfehler im Gaskraftwerk Tatan (大潭) in Taoyuan, der größten derartigen Anlage in Taiwan, wo versehentlich die Gasversorgung abgestellt worden war. Dies war die schwerste Unterbrechung der Energieversorgung in Taiwan seit dem Erdbeben von 1999. Infolge des Ereignisses trat der Wirtschaftsminister Lee Chih-kung (李世光) von seinem Posten zurück. Anschließend wurden in einzelnen Presseorganen Zweifel geäußert, ob die Energieversorgung Taiwans derzeit gesichert und der ehrgeizige Plan des Atomausstieges wirklich gangbar sei. Gerade in der wichtigen Halbleiterindustrie Taiwans könnten selbst kurzfristige Stromausfälle verheerende Folgen haben. Befürworter des Atomausstieges argumentierten dagegen, dass man besser vorübergehende Einschränkungen in der Energieversorgung in Kauf nehmen solle, als das Risiko eines Nuklearunfalls einzugehen. Am 13./14. Mai 2021 kam es aufgrund einer Netzstörung beim konventionellen Kraftwerk Hsinta zu einem weiteren großen Stromausfall, von dem etwa vier Millionen Haushalte landesweit betroffen waren.
Am 24. November 2018 fand ein Referendum statt, in dem sich die Wähler mehrheitlich gegen einen zwingenden Ausstieg aus der Kernenergie im Jahr 2025 aussprachen. Die in einem weiteren Referendum am 18. Dezember 2021 angestrebte Inbetriebnahme des Kernkraftwerks Lungmen wurde dennoch von den Abstimmenden mehrheitlich abgelehnt. Zum 17. Mai 2025 wurde das zu dem Zeitpunkt letzte in Betrieb befindliche Kraftwerk Ma-anshan abgeschaltet, so dass Taiwan nach diesem Zeitpunkt keinen Strom in Kernkraftwerken produzierte. Allerdings ist für August 2025 ein Referendum geplant, wo über einen möglichen Weiterbetrieb des Kraftwerks abgestimmt wird.

## Internationale Vertragseinbindung, Nuklearwaffen
Taiwan hatte im Jahr 1968 noch unter Chiang Kai-shek den Atomwaffensperrvertrag unterzeichnet und diesen 1971 ratifiziert. Nachdem das Land mit der Resolution 2758 der UN-Generalversammlung 1971 aus den Vereinten Nationen ausgeschlossen worden war, nahm die Volksrepublik China den vorher von Taiwan eingenommenen Platz in sämtlichen UN-Unterorganisationen ein, darunter auch der Internationalen Atomenergie-Agentur (IAEA). Auch wenn die Vereinigten Staaten formell keine diplomatischen Beziehungen zu Taiwan unterhalten, sind die informellen Beziehungen weiterhin eng und auf diesem Wege sorgten die USA dafür, dass die taiwanischen Kernkraftwerke weiterhin von den Aufsichtsbehörden der IAEA visitiert wurden.
In den 1970er Jahren bestanden unter Präsident Chiang Ching-kuo Überlegungen auf taiwanischer Seite, ein eigenes Atomwaffenprogramm zu beginnen, da man sich einerseits von der Volksrepublik China als Nuklearmacht bedroht und andererseits von den USA und anderen westlichen Verbündeten verraten fühlte. Die USA übten erheblichen Druck auf Taiwan aus, um dieses zu unterbinden. Am 9. Januar 1988 setzte sich Chang Hsien-yi (張憲義), der stellvertretende Leiter des taiwanischen Instituts für Nuklearforschung in die Vereinigten Staaten ab, wo er der CIA Informationen zum Stand der taiwanischen Nuklearforschung lieferte. Als Motiv gab Chang an, dass er damit die Entwicklung taiwanischer Nuklearwaffen verhindern und einen drohenden Krieg mit der Volksrepublik China verhindern wollte, der möglicherweise durch „ehrgeizige Politiker“ entfesselt worden wäre. In einem späteren Interview behauptete Chang, dass in den 1980er Jahren Pläne zur Ausstattung von taiwanischen Kampfflugzeugen mit Atombomben verfolgt worden seien. Nach dem Absetzen Changs traf am 15. Januar 1988 ein Team von US-Experten am Nuklearforschungszentrum in Lungtan (Landkreis Taoyuan) ein. Dort wurde ein Schwerwasserreaktor unbrauchbar gemacht. Die Mittel, die durch das taiwanische Militär in dieses Projekt gesteckt worden waren, wurden auf 3 Milliarden NT$ geschätzt. Changs Handlungen werden heute in Taiwan kontrovers beurteilt und vielen gilt er als „Verräter“.